# Zhejiang Jonway Automobile

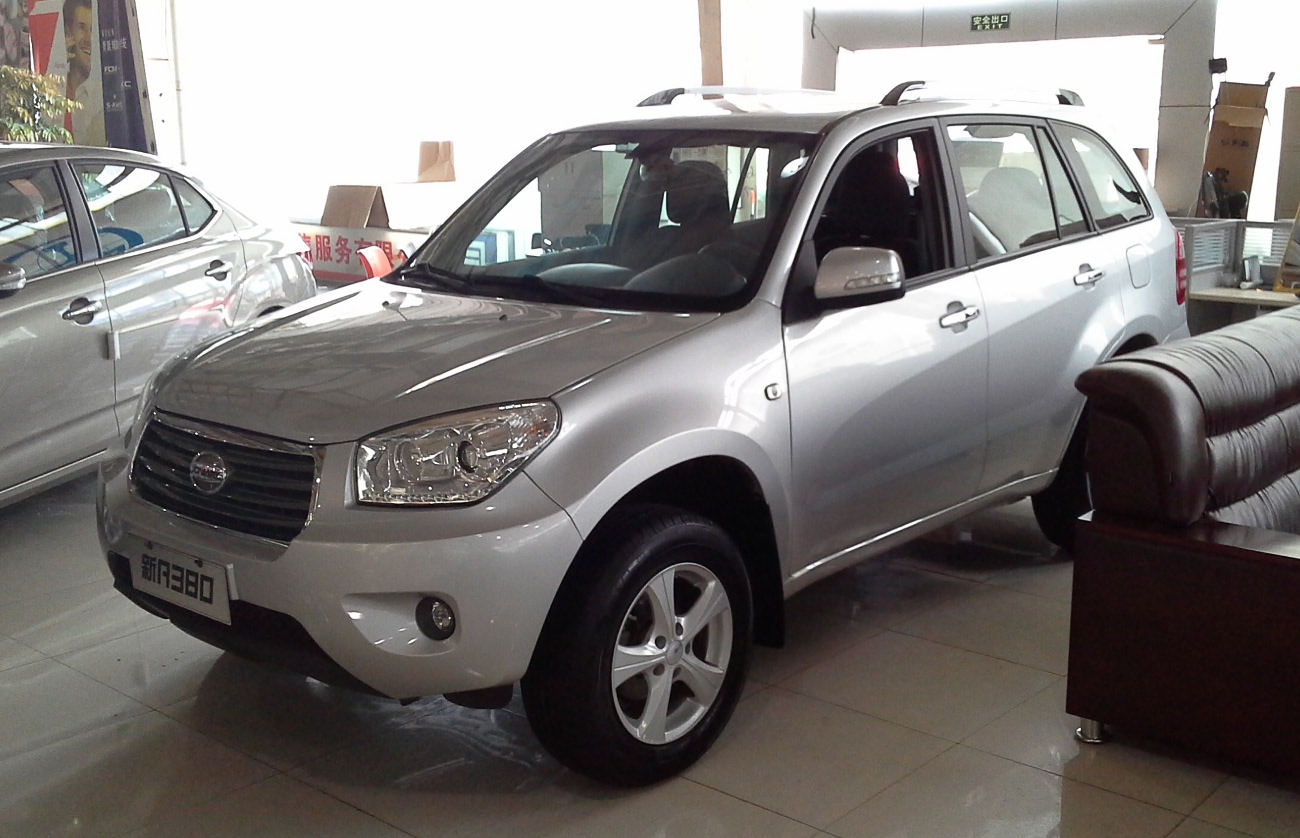
Jonway A 380

Zhejiang Jonway Automobile Co. Ltd. ist ein Hersteller von Automobilen aus der Volksrepublik China und gehört zur Jonway Group.

## Unternehmensgeschichte
Das Unternehmen aus Taizhou begann im Mai 2003 mit der Produktion von Automobilen. Der Markenname lautet Jonway. Die Kapazität des Werkes liegt bei 30.000 Fahrzeugen jährlich.

## Fahrzeuge
Das Unternehmen stellt SUVs her. Sie basieren auf dem Toyota RAV 4. Zur Wahl stehen zwei- und viertürige Versionen. Ein Modell ist der A 380.